# Nyaruhongo
Nyaruhongo är ett periodiskt vattendrag i Burundi.   Det ligger i provinsen Rutana, i den centrala delen av landet, 90 km sydost om huvudstaden Bujumbura.
Omgivningarna runt Nyaruhongo är en mosaik av jordbruksmark och naturlig växtlighet. Runt Nyaruhongo är det ganska tätbefolkat, med 185 invånare per kvadratkilometer.